# Naso

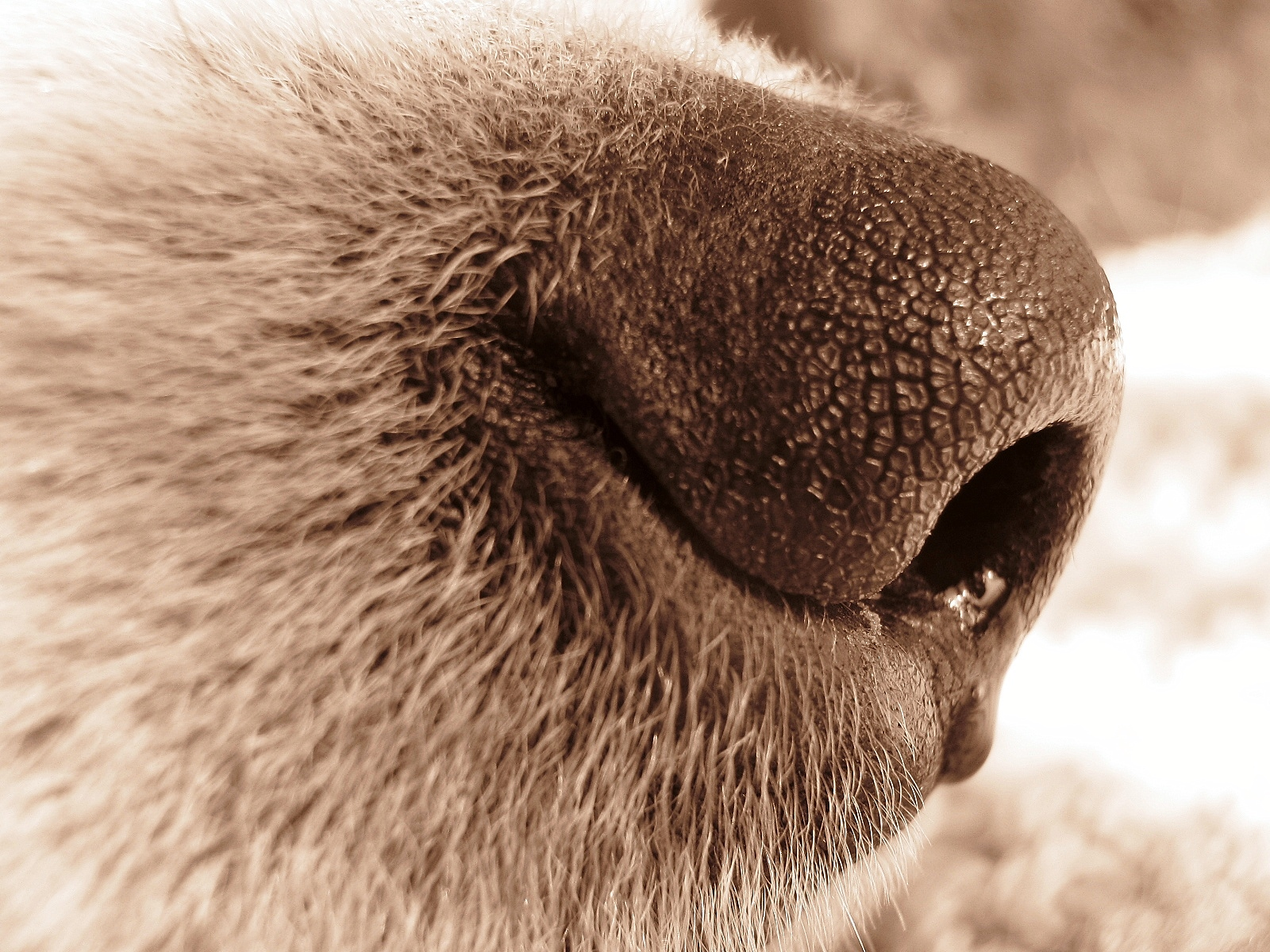
Naso canino, vista laterale

Il naso è un rilievo impari e mediano del viso che contribuisce, assieme alla faringe ed alla laringe, a formare l'apparato respiratorio.

## Anatomia macroscopica

### Naso esterno

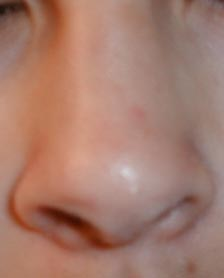
Naso umano, vista frontale

Il naso è un rilievo dello splancnocranio e del volto di forma approssimativamente piramidale precipuo dell'uomo. La forma del naso è comunque variabile da individuo ad individuo. Il naso esterno costituisce la struttura esterna, si continua superiormente con la fronte tramite la radice del naso, anteriormente e superiormente le due facce laterali si uniscono formando il dorso del naso, che scende inferiormente in un rilievo più o meno appuntito, l'apice del naso. La base del naso, che è la superficie inferiore, delimita in basso tramite due espansioni laterali, le ali del naso, due aperture ellissoidali (una per ciascuna ala) dirette inferiormente, dette narici, più larghe lateralmente e superiormente e gradualmente più strette procedendo medialmente e inferiormente, così che spesso sono piriformi.
Il loro diametro antero-posteriore è di circa 1–2 cm e quello trasversale 0,5–1 cm. Le narici collegano il naso esterno al naso interno, ovvero alle cavità nasali, sono provviste di peli chiamati vibrisse e presentano sia ghiandole sebacee che sudoripare. La cute nasale è sottile, particolarmente sul dorso del naso, si ispessisce procedendo verso la radice del naso e si arricchisce, ispessendosi, di ghiandole sebacee sull'apice (particolarmente nel maschio) e nell'area cutanea circostante che possono contribuire, se numerose, alla sua forma. Ad occhio nudo quest'area appare spesso punteggiata. La cute nasale è adesa solo lassamente alla sottostante aponeurosi nasale o ai muscoli del naso. Su di essa, lateralmente e superiormente alle ali del naso è possibile distinguere il solco alare che si continua inferiormente e medialmente nel solco nasolabiale. Le linee di tensione della cute nasale sono trasversali presso la radice e il dorso del naso, sagittali sull'apice del naso e oblique in senso infero-laterale sulle pareti laterali.

#### Ossa
Il naso esterno è costituito dalla superficie esterna delle ossa che circondano l'apertura piriforme, in posizione mediana. Superiormente e lateralmente questa apertura è delimitata dal margine inferiore delle due ossa nasali, di forma quadrangolare, che si articolano tra loro mediante la sutura internasale e decorrono superiormente e posteriormente formando la base ossea della radice del naso assieme ai processi frontali delle due ossa mascellari, posti lateralmente alle ossa nasali e delle ossa
frontali, posti supero-lateralmente ad esse. La sutura che articola il processo mascellare dell'osso frontale con ciascun osso nasale è detta frontonasale, quella che le articola con il mascellare sutura nasomascellare. Il punto antropometrico in cui si intersecano la sutura internasale e le due suture frontonasali è detto Nasion. Ciascun osso nasale è più spesso posteriormente presso la radice del naso e più sottile agli angoli nasofrontali e nella sua porzione inferiore. Il punto più inferiore della sutura internasale costituisce l'apice dell'apertura piriforme. Lateralmente ed inferiormente l'apertura piriforme, oltre che dall'osso nasale, è delimitata in maggior proporzione dal processo frontale dell'osso mascellare, che si continua da ciascun lato nel processo alveolare, il quale, articolandosi con il laterale nella fessura intermascellare costituisce la spina nasale anteriore, facilmente palpabile. Ne costituisce anche in piccola parte le pareti laterali, perlopiù cartilaginee o fibroadipose.

#### Cartilagini
Le cartilagini del naso sono strutture di primaria importanza per il suo sostegno e partecipano in modo significativo a definirne la forma, che varia da individuo a individuo. Il naso è dunque formato da una cartilagine settale mediana, da due cartilagini laterali e da due cartilagini alari maggiori, cui si devono poi aggiungere un numero variabile di cartilagini alari minori e, talvolta, un numero variabile di piccoli cartilagini accessorie dette sesamoidi.
- La cartilagine laterale ha forma triangolare e sostiene la parte superiore e parte della parete supero-laterale del naso. La sua base si articola con il margine inferiore dell'osso nasale corrispondente e con una piccola parte del processo frontale dell'osso mascellare, la porzione superiore è in continuità con la cartilagine del setto, che la divide dalla controlaterale. Tra ciascuna cartilagine laterale e la cartilagine del setto vi è una stretta fessura. L'apice di ciascuna cartilagine laterale si articola con la cartilagine alare maggiore tramite del tessuto fibroso. I margini articolari possono essere più o meno estesi a seconda del soggetto e spesso è presente una cartilagine sesamoide interposta e collegata alle due tramite fibre di collagene.
- La cartilagine alare maggiore è una lamina sottile e ricurva che sostiene parzialmente le ali del naso (poiché la restante porzione è sostenuta da tessuto fibroadiposo e spesso da cartilagini alari minori, in numero da due a quattro, che si articolano con il mascellare), è costituita da una branca mediale, collocata sulla base del naso e divisa dalla controlaterale dalla cartilagine del setto (da cui è separata da una sottile fessura), da una branca intermedia, più spessa, che costituisce tutto l'apice del naso, e da una branca laterale che si piega sulla parete laterale del naso dirigendosi superiormente, ma senza essere sufficientemente estesa da aderire all'osso mascellare. Si articola superiormente, per un tratto di estensione variabile, con la cartilagine laterale e medialmente con la cartilagine del setto.

#### Muscoli
I muscoli del naso sono deputati alla respirazione, alla mimica facciale, alla fonazione in coordinazione altri muscoli mimici del volto. Essi sono il procero, il nasale, il dilatatore anteriore della radice, l'elevatore del labbro superiore e dell'ala del naso e il depressore del setto nasale. Oltre a quelli elencati sono possibili muscoli accessori incostanti.
- Il muscolo procero ha forma piramidale, origina dal pericondrio della cartilagine nasale laterale, dal periostio delle ossa nasali e dall'aponeurosi del naso. Le sue fibre sono spesso fuse o si inseriscono nella porzione mediale del muscolo frontale e dall'aponeurosi epicranica posta tra i due ventri muscolari del frontale, si inseriscono inoltre sulla cute che ricopre la glabella. Il muscolo procero è un depressore della porzione mediale delle palpebre, viene azionato tipicamente nell'atteggiamento della concentrazione, in cui le sopracciglia si corrugano e si formano rughe trasversali sulla radice nasale; in questa azione collabora con il muscolo corrugatore del sopracciglio e con il depressore del sopracciglio. Funge anche da muscolo accessorio all'orbicolare dell'occhio nel controllare l'apertura palpebrale quando si è esposti ad una luce intensa. È irrorato da rami dell'arteria faciale e dall'arteria sopratrocleare, ramo dell'arteria oftalmica. È innervato dai rami temporali e zigomatici del nervo faciale.
- Il muscolo nasale è un muscolo di forma piramidale, costituito da una porzione trasversa e da una porzione alare. La porzione trasversa è talvolta definita come muscolo compressore della radice, si attacca al processo frontale del mascellare e le sue fibre decorrono superiormente e medialmente, espandendosi e fondendosi con le controlaterali per interposizione dell'aponeurosi nasale sul dorso del naso. Le sue fibre si fondono con il muscolo procero a livello della sutura nasofrontale tramite una sottile aponeurosi, altre si fondono con il muscolo elevatore del labbro superiore e dell'ala del naso, che gli è laterale. La porzione alare, detto anche dilatatore posteriore della radice, possiede fibre che originando superiormente alle fosse incisiva e canina dell'osso mascellare si dirigono in alto e attorno all'ala del naso, fondendosi in parte con la cute, medialmente con il muscolo depressore del setto e superiormente con la porzione trasversa del muscolo nasale. La porzione trasversa di questo muscolo comprime le narici, per esempio quando si viene a contatto con cattivo odore, mentre la porzione alare le dilata. È irrorato dall'arteria dorsale del naso e angolare del naso, rami dell'arteria faciale. È innervato da rami buccali del nervo faciale e da rami del nervo infraorbitario, ramo del nervo mascellare (quindi dal trigemino).
- Il muscolo dilatatore anteriore della radice è un piccolo muscolo che origina dalla branca laterale della cartilagine alare maggiore, circondandola e da parte della cartilagine laterale e fonde le sue fibre con la porzione alare del muscolo nasale, contribuendo a mantenere dilatate le narici durante l'inspirazione. È irrorato dall'arteria angolare del naso. È innervato da rami zigomatici del nervo faciale.
- Il muscolo depressore del setto nasale è un piccolo muscolo triangolare che origina dal processo alveolare dell'osso mascellare sopra gli incisivi centrali e laterali. Le sue fibre passano al di sotto oppure si fondono con il muscolo orbicolare della bocca e si inseriscono sulla branca mediale della cartilagine alare maggiore, sulla spina nasale anteriore e sulla cartilagine del setto. La sua azione consiste nell'abbassare la columella e il setto nasale, collabora con i dilatatori della narice durante l'inspirazione, durante il sorriso abbassa l'apice del naso. Talvolta questo muscolo è assente. È irrorato dall'arteria labiale superiore, ramo dell'arteria faciale. È innervato da rami buccali del nervo faciale.
- Il muscolo elevatore del labbro superiore e dell'ala del naso è dotato di due fasci muscolari, uno mediale ed uno laterale, che originano comunemente sul processo frontale dell'osso mascellare. Il fascio mediale discende infero-medialmente per poi inserirsi sulla branca laterale della cartilagine alare maggiore del naso e sulla cute sopra di essa, mentre il fascio laterale discende obliquamente, passa dietro e appena lateralmente all'ala del naso, passa sotto al muscolo orbicolare della bocca e di fianco all'elevatore del labbro superiore (con cui si fondono alcune fibre) per inserirsi sulla cute del labbro e sulla cresta nasolabiale. Il fascio mediale del muscolo solleva la branca laterale della cartilagine alare maggiore, soprattutto durante l'inspirazione e funge da muscolo accessorio nella sua dilatazione, mentre il fascio laterale è un elevatore del labbro superiore, che può anche estroflettere. È irrorato dall'arteria angolare del naso, ramo dell'arteria faciale e dall'arteria infraorbitaria, ramo dell'arteria mascellare interna. È innervato da rami zigomatici e buccali superiori del nervo faciale.

#### Arterie
La cute del naso è vascolarizzata da rami dell'arteria facciale e dell'arteria mascellare interna. In particolare le ali del naso e la base del naso sono irrorate dall'arteria nasale laterale e settale, rami dell'arteria faciale, le pareti laterali e il dorso del naso sono irrorati dall'arteria angolare del naso, ramo dell'arteria faciale, dall'arteria sopratrocleare, ramo dell'arteria oftalmica, e dall'arteria infraorbitaria, ramo dell'arteria mascellare interna.

#### Vene
Il circolo venoso segue in generale quello arterioso. La cute del dorso, della base e delle pareti laterali del naso drena attraverso rami omonimi rispetto alle arterie e che decorrono con esse nella vena faciale, che a sua volta drena nella vena giugulare interna, mentre la cute della radice del naso drena nella vena oftalmica superiore. Numerose le anastomosi.

#### Linfa
I vasi linfatici del naso drenano nei linfonodi sottomandibolari, ma quelli della radice del naso drenano nei linfonodi parotidei superficiali.

#### Innervazione
I muscoli del naso, come detto, sono innervati da rami temporali, zigomatici superiori ed inferiori, buccali superiori del nervo faciale (VII), mentre l'innervazione sensitiva della cute è deputata al trigemino (V) nei suoi rami infraorbitario (ramo del nervo mascellare) per la base, il dorso e le pareti laterali del naso, nervo nasale esterno e infratrocleare (rami del nervo nasociliare) per la radice del naso.

### Naso interno

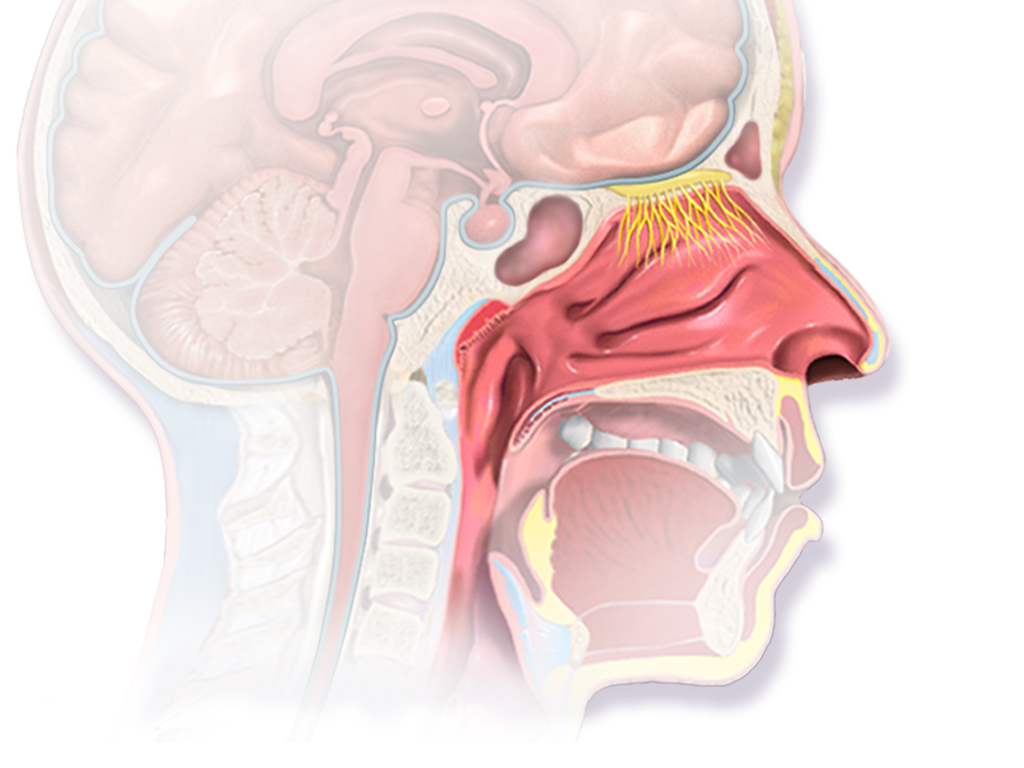
Anatomia del naso interno

La cavità nasale è uno spazio di forma irregolare compreso tra la base del cranio superiormente e la volta della cavità orale inferiormente. Risulta verticalmente più alta nella sua porzione media, mentre è trasversalmente più larga nella porzione inferiore. Ciascuna è costituita da una parete mediale, da una laterale, da un pavimento e da una volta. Le due cavità nasali sono divise sagittalmente da un setto osseo e cartilagineo detto setto nasale e ricoperte internamente dalla mucosa nasale. Posteriormente, invece, ogni cavità nasale si continua nella rinofaringe attraverso un'apertura detta coana. Nella cavità nasale, precisamente nella sua parete laterale, si aprono numerosi condotti provenienti da cavità pneumatiche collocate nelle ossa più voluminose del cranio (osso frontale, mascellare, sfenoide, etmoide) dette seni paranasali, anch'essi rivestiti da mucosa.

#### Ossa e cartilagini
- Il pavimento della cavità nasale corrisponde alla volta della cavità orale, segue l'andamento del palato ed è quindi leggermente inclinato verso l'alto procedendo antero-posteriormente, mentre è leggermente concavo in senso trasversale. Il pavimento osseo del naso è costituito anteriormente dal processo alveolare dell'osso mascellare che si continua posteriormente nel processo palatino (che ne forma la maggior parte) del mascellare, il quale a sua volta si articola tramite la sutura palatomascellare con la lamina orizzontale dell'osso palatino, che si conclude posteriormente con la spina nasale posteriore. Nel processo alveolare dell'osso mascellare è scavato il canale incisivo che permette la comunicazione tra la cavità orale e quella nasale e si apre dietro gli incisivi centrali superiori, nella volta della cavità orale.
- La volta ossea della cavità nasale è costituita anteriormente dall'osso nasale, che si articola posteriormente con la spina frontale dell'osso frontale, il quale funge da "base" per il precedente. L'inclinazione della volta diretta superiormente sino a questo punto, si fa pressoché orizzontale a partire dall'osso frontale, in particolare dal pavimento dei seni frontali. L'osso frontale si articola posteriormente con la lamina cribrosa dell'osso etmoide, che costituisce gran parte della volta della cavità nasale, è inclinata leggermente verso il basso procedendo posteriormente ed è perforata da decine di piccoli fori in cui penetrano i fascetti di fibre olfattive del nervo olfattivo e che permettono il senso dell'olfatto. Vi sono inoltre tre ulteriori fori, più grandi, il foro cieco, all'apice della lamina cribrosa, il foro etmoidale anteriore, posto appena posteriormente al cieco, e il foro etmoidale posteriore, all'angolo postero-laterale della lamina cribrosa. L'etmoide si articola posteriormente con lo sfenoide, in particolare con il pavimento dei seni sfenoidali, che piegano inferiormente e posteriormente, completando la volta del naso. Sulla parete laterale è possibile distinguere l'orifizio del seno sfenoidale, un piccolo foro che si apre nella parete anteriore del seno sfenoidale.
- Le coane sono le aperture posteriori della cavità nasale. Sono divise dal margine posteriore del vomere, che si articola con la lamina perpendicolare dell'osso palatino. Sono delimitate superiormente e medialmente dalle ali del vomere, due protuberanze che a partire dal margine posteriore si piegano lateralmente, dal processo vaginale della lamina mediale del processo pterigoideo e più lateralmente dal processo sfenoidale dell'osso palatino. I loro margini laterali sono costituiti dalle lamine mediali del processo pterigoideo, mentre il pavimento è costituito dal processo orizzontale dell'osso palatino. Sono alte circa 2,5 cm e larghe 1-1,5 cm.
- La parete mediale della cavità nasale è rappresentata dal setto nasale, di superficie piatta, costituito da una porzione cartilaginea anteriore e da una porzione ossea posteriore. La porzione ossea è formata postero-inferiormente dal vomere e dalle creste del processo palatino dell'osso mascellare e dalla lamina orizzontale dell'osso palatino, poste inferiormente al vomere, con cui si articolano. Superiormente, il vomere si articola con la lamina perpendicolare (o papiracea) dell'etmoide che risale antero-superiormente sino a formare la volta nasale per mezzo della lamina cribrosa. In minima parte il setto nasale è formato anche dalle ossa nasali, dall'osso frontale (antero-superiori) e dalla cresta dello sfenoide (postero-superiore). Anteriormente il setto nasale è costituito dalla cartilagine del setto, di forma quadrangolare, che si articola posteriormente ed inferiormente con il vomere, posteriormente e superiormente con la lamina perpendicolare dell'etmoide, superiormente tramite la sutura internasale con le ossa nasali, ed infine per un breve tratto inferiormente ed anteriormente con la cresta incisiva dell'osso mascellare. La cartilagine del setto è connessa alle cartilagini alari maggiori da tessuto fibroso e ne è separata da un solco su entrambi i lati.
- La parete laterale della cavità nasale è costituita, in direzione antero-posteriore, dalle cartilagini alari maggiori, dal processo laterale della cartilagine del setto superiormente a queste, posteriormente dalle cartilagini alari minori e sotto queste, a completare la parete laterale dell'ala del naso, da tessuto fibroadiposo. Posteriormente alla porzione cartilaginea la parete laterale è formata dal processo frontale dell'osso mascellare, superiormente ad esso da piccole porzioni laterali delle ossa nasali e del frontale, posteriormente invece dall'osso lacrimale. Dietro l'osso lacrimale protrudono tre lamine ossee dette cornetti nasali, una superiore, una media ed una inferiore, i primi due sono parte dell'osso etmoide, il terzo è a sé stante. Ciascun cornetto è ricurvo infero-medialmente e ciascuno di essi delimita un meato, per cui distinguono un meato superiore, uno medio ed uno inferiore. L'inferiore, che è il più ampio, è compreso tra il pavimento della cavità nasale e il cornetto nasale inferiore, il medio tra il cornetto inferiore e il medio, il superiore tra il cornetto medio e il superiore. Talvolta dalla parete laterale superiore può sporgere un quarto cornetto, che viene chiamato cornetto nasale supremo, il più superiore dei quattro in questo caso. Il meato compreso tra esso e il meato nasale superiore viene chiamato meato nasale supremo. Il cornetto nasale inferiore è il più esteso dei tre, si articola anteriormente con il processo frontale dell'osso mascellare, posteriormente con la lamina perpendicolare dell'osso palatino, superiormente con l'osso lacrimale e tramite il processo etmoidale con il processo uncinato dell'osso etmoide. Lateralmente alla sua parete laterale e nella sua porzione anteriore sbocca il canale nasolacrimale tramite l'omonimo orifizio. Il cornetto nasale medio è una lamina ossea ricurva infero-medialmente più piccola del cornetto nasale inferiore, collegata superiormente al cornetto nasale superiore, si articola anteriormente con l'osso lacrimale tramite il margine anteriore del processo uncinato ed inferiormente con il cornetto nasale inferiore. Lateralmente alla parete laterale del cornetto nasale medio si trova la bolla etmoidale, un rigonfiamento tondeggiante, dove è collocato l'orifizio delle celle etmoidali medie; poco anteriormente alla bolla etmoidale lo iato semilunare presenta l'orifizio per le cellule etmoidali anteriori inferiormente e superiormente l'orifizio del canale nasofrontale, che collega la cavità nasale con i seni frontali. Nel meato medio, più stretto dell'inferiore, sboccano gli orifizi del seno mascellare. Il cornetto nasale superiore si articola inferiormente con il cornetto nasale medio, anteriormente con l'osso nasale e con il frontale, posteriormente con lo sfenoide e con la lamina perpendicolare dell'osso palatino. Lateralmente alla sua porzione posteriore sbocca l'orifizio delle cellule etmoidali posteriori. Il meato nasale superiore è il più stretto e più corto dei tre e vi sbocca il seno sfenoidale tramite il corrispondente orifizio. Posteriormente all'apice del cornetto nasale medio, nella lamina perpendicolare dell'osso palatino si apre il foro sfenopalatino. Nel vivente la cavità nasale è completamente ricoperta da mucosa nasale od olfattiva.

#### Mucosa
Ciascuna cavità nasale è suddivisa in quattro aree: il vestibolo, l'atrio, la zona olfattiva e la porzione respiratoria.
- Il vestibolo è la porzione iniziale allargata dell'apertura anteriore di ciascuna narice. Lateralmente è limitata dalle cartilagini alari, dalle cartilagini nasali laterali e medialmente dalla parete inferiore del setto, posteriormente da un rilievo curvo detto limen nasi originato dalla sovrapposizione della cartilagine alare maggiore con la cartilagine nasale laterale. Il vestibolo è ricco di ghiandole sebacee e sudoripare, e nell'uomo adulto presenta peli detti vibrisse.
- L'atrio è rappresentato da una lieve depressione della parete laterale, situata al davanti delle conche. È delimitato in alto da una piega della mucosa: l'agger nasi.
- La zona olfattiva del naso presenta una mucosa molto spessa che si presenta scura a causa della presenza di un pigmento bruno. I recettori dell'olfatto inviano gli stimoli al cervello attraverso il nervo olfattivo, che si dirama nelle cavità nasali con numerose piccole fibre.

#### Arterie
La cavità nasale è irrorata da arterie derivanti dall'arteria mascellare interna e dall'oftalmica superiore, ovvero l'arteria sfenopalatina, etmoidale anteriore, etmoidale posteriore, nasale esterna e labiale superiore.
- L'arteria sfenopalatina è il ramo di calibro maggiore dell'arteria mascellare interna che penetra nella cavità nasale. Vi entra attraverso il foro (o meglio, fessura) sfenopalatina, che perfora la lamina perpendicolare dell'osso palatino, nella sua parte posteriore. Appena penetrata nella cavità nasale, dà origine ad un ramo settale posteriore e ad un ramo laterale posteriore. Il ramo settale posteriore si porta sulla parete mediale (setto nasale) e ne irrora la parte più posteriore, ramificandosi diffusamente, mentre uno dei suoi rami penetra si porta anteriormente ed inferiormente nel canale incisivo e qui si anastomizza con l'arteria palatina maggiore. Questo ramo, decorrendo obliquamente sull'osso, lascia spesso un solco distinguibile sul vomere. L'arteria sfenopalatina invia rami che si anastomizzano con rami settali dell'arteria etmoidale posteriore sulla cartilagine settale e sull'etmoide ed insieme ad essa irrorano la porzione centrale della cavità nasale. Il ramo laterale posteriore, si porta sulla parete laterale della cavità nasale, qui si divide in tre rami che si fanno orizzontali. Il ramo superiore irrora il cornetto nasale medio, quello mediano il cornetto nasale inferiore e quello inferiore il meato inferiore. I due che decorrono sui cornetti si biforcano ed inviano piccole ramificazioni che irrorano la mucosa posta dietro di essi che infine si anastomizzano a livello dell'osso lacrimale e del processo frontale del mascellare con rami laterali dell'arteria etmoidale anteriore. Il terzo, quello che decorre lungo il meato inferiore, si anastomizza biforcandosi con rami dell'arteria nasale laterale, ramo dell'arteria faciale. L'arteria sfenopalatina contribuisce quindi all'irrorazione della porzione posteriore e media (tranne la volta) del setto nasale e di quasi tutta la parete laterale (tranne la volta e il vestibolo). È quindi responsabile anche dell'irrorazione della maggior parte della mucosa nasale.
- L'arteria etmoidale posteriore è un ramo dell'arteria oftalmica superiore, penetra nella cavità nasale attraverso il foro etmoidale posteriore, collocato nell'angolo postero-laterale della lamina cribrosa dell'etmoide, a livello della parte posteriore della volta della cavità nasale. Entrata in cavità nasale, subito si biforca in un ramo settale e in uno laterale, che irrorano la volta posteriore della cavità nasale ciascuno sul suo lato, ma il ramo laterale irrora anche i cornetti nasali superiore ed, eventualmente, supremo, e i meati superiore (assieme ai rami laterali posteriori dell'arteria sfenopalatina) e supremo.
- L'arteria etmoidale anteriore è un ramo dell'arteria oftalmica superiore, penetra nella cavità nasale attraverso il foro etmoidale anteriore, collocato postero-lateralmente al foro cieco nella lamina cribrosa dell'etmoide, a livello della parte anteriore della volta della cavità nasale. Entrata in cavità nasale, si biforca in un ramo settale che scende inferiormente irrorando la mucosa corrispondente al processo frontale dell'osso mascellare e la porzione più anteriore della cartilagine del setto, oltre ad una piccola parte dell'alare maggiore, ed un ramo laterale, che discende obliquamente lungo la volta rilasciando progressivamente rami che si anastomizzano con quelli laterali anteriori della sfenopalatina, ed infine si anastomizza con l'arteria nasale esterna a livello della parete laterale cartilagine alare maggiore. Irrora quindi la volta anteriore e laterale della cavità nasale, la cartilagine nasale laterale e una parte della cartilagine alare maggiore.
- L'arteria nasale esterna, ramo della faciale, è poco rappresentata, penetra in cavità nasale per mezzo del tessuto fibroadiposo delle ali del naso, lo irrora assieme ad una piccola parte della parete laterale della cartilagine alare maggiore, poi si anastomizza con i rami laterali delle arterie sfenopalatina ed etmoidale anteriore.
- L'arteria labiale superiore, ramo della faciale, anch'essa poco rappresentata, invia rami che irrorano la parete mediale della cartilagine alare maggiore e in parte della porzione anteriore di quella settale, poi si anastomizza con i rami settali delle arterie etmoidale anteriore e sfenopalatina.

#### Vene
Le vene della cavità nasale seguono in generale il decorso delle arterie ed assumono il loro stesso nome, ma nessuna di esse si inoltra nel canale incisivo per contrarre anastomosi. Costituiscono plessi anastomotici complessi nel tessuto sottomucoso della cavità nasale, in particolare nella porzione posteriore della cavità nasale e nei cornetti medio ed inferiore. Le vene della porzione posteriore e media della cavità nasale, rappresentate dai rami della vena sfenopalatina, drenano attraverso il foro sfenopalatino nel plesso pterigoideo della fossa infratemporale, quella della porzione anteriore drenano attraverso le vene labiali superiori e nasali esterne alla vena faciale, mentre le vene della volta del naso (vena etmoidale anteriore e vena etmoidale posteriore) drenano, dopo essere penetrate nei rispettivi fori, nella vena oftalmica superiore, che a sua volta drena nel seno cavernoso nella fossa cranica media. Caratteristiche anastomosi artero-venose (costituite da vasi di piccolo calibro) sono presenti a livello delle ghiandole mucose e nella parte più profonda della mucosa nasale. Il foro cieco talvolta permette il passaggio di una vena nasale che segue il ramo dell'arteria etmoidale anteriore discendente lungo la volta nasale e che drena la porzione anteriore del naso assieme alla vena etmoidale anteriore. Essa sbocca nel seno sagittale superiore.

#### Linfa
I vasi linfatici che decorrono nella porzione anteriore della cavità nasale drenano nei linfonodi sottomandibolari, quelli della porzione media e posteriore nei linfonodi cervicali profondi, mentre quelli del pavimento del naso nei linfonodi parotidei.

#### Innervazione
La cavità nasale è innervata da rami del nervo trigemino (V), deputato alla sensibilità generale, dal nervo infraorbitario e alveolare superiore rami del faciale (VII), dal nervo olfattivo (I), deputato al senso dell'olfatto e da fibre del sistema nervoso autonomo, deputate all'innervazione ghiandolare e vasomotoria.
- Il nervo etmoidale anteriore penetra nella cavità nasale attraverso il foro etmoidale anteriore, e si divide subito in due rami che si portano uno al setto nasale, l'altro alla parete laterale. Il ramo settale segue il profilo della volta nasale e la innerva inviando rami all'etmoide, alla cartilagine del setto e alla cartilagine alare maggiore, irrorando quindi la porzione anteriore settale del naso. Il ramo laterale segue anch'esso la volta, ma emette tre rami, uno scende verticalmente innervando la porzione anteriore del naso, un secondo innerva la cartilagine nasale laterale, alare maggiore ed alari minori ed un terzo perfora la cartilagine laterale e funge da ramo nasale esterno innervando la cute del dorso del naso.
- Il nervo nasopalatino, ramo del nervo mascellare, entra nella cavità nasale attraverso il foro sfenopalatino e subito si biforca in un ramo settale e in uno laterale. Il ramo settale segue i rami settali dell'arteria sfenopalatina, scendendo lungo il vomere e ramificandosi, per poi inviare un ramo che si anastomizza con il nervo palatino nel canale incisivo. È responsabile dell'innervazione sensitiva di tutta la porzione posteriore e media del setto nasale. Il ramo laterale segue anch'esso i rami laterali posteriori dell'arteria sfenopalatina, inviando un ramo sul cornetto medio, uno sul cornetto inferiore e uno lungo il meato nasale inferiore. Questo nervo è quindi il principale nervo sensitivo del naso.
- Il nervo infraorbitario, ramo del nervo mascellare, invia un ramo nasale che innerva il tessuto fibroadiposo delle ali del naso e parte della cartilagine alare maggiore.
- Il nervo alveolare superiore, ramo del nervo mascellare, invia un ramo nasale che perfora il processo frontale dell'osso mascellare ed innerva la porzione anteriore del meato nasale inferiore.
- Il nervo olfattivo penetra nella cavità nasale attraverso circa venti fascetti amielinici che discendono nei fori della lamina cribrosa e si ramificano nella mucosa del cornetto nasale superiore (ed eventualmente sul supremo) e nei meati superiore e supremo, ricoperti dalle meningi nel passaggio e poi da cellule di sostegno. La dura infatti si fonde col periostio nasale, l'aracnoide e la pia con il connettivo. Occupa quindi la volta posteriore e media del naso, sia lateralmente che medialmente. Questi fascetti originano tutti dal bulbo olfattivo, poggiante sopra la lamina cribrosa nella fossa cranica anteriore. Sono uno dei pochi se non l'unico esempio di neuroni che effettuano turnover nell'uomo.
- L'innervazione simpatica della cavità nasale origina da neuroni pregnagliari collocati nel corno laterale della sostanza grigia del midollo spinale a livello di T1, T2 e T3; le fibre simpatiche attraverso i nervi comunicanti bianchi passano nel tronco del simpatico e risalgono sino al ganglio cervicale superiore dove fanno sinapsi. Da qui le fibre postgangliari simpatiche si distribuiscono nel nervo del plesso carotico interno, quindi nel nervo petroso profondo che si immette nel canale pterigoideo e poi si fonde con il nervo grande petroso superficiale costituendo il nervo del canale pterigoideo (o nervo vidiano). Il nervo del canale pterigoideo termina nel ganglio sfenopalatino e da questo ganglio le fibre simpatiche si ripartiscono nei nervi che da esso hanno origine, cioè nel nervo infraorbitale, nei nervi palatini maggiore e minore, nel nervo nasopalatino, nei rami nasali posteriori e laterali e mediali del ganglio sfenopalatino, nel nervo alveolare superiore. L'innervazione simpatica si estende anche ai vasi sanguigni della cavità nasale.
- L'innervazione parasimpatica della cavità nasale ha origine nel nucleo salivatorio superiore collocato a livello della giunzione bulbo-pontina. Le fibre parasimpatiche pregangliari decorrono all'interno del nervo faciale nel canale faciale sino al ganglio genicolato del nervo faciale per poi proseguire nel nervo grande petroso superficiale, nel nervo vidiano ed infine nel ganglio sfenopalatino dove contraggono sinapsi. Le fibre postgangliari parasimpatiche decorrono negli stessi nervi già menzionati per le fibre simpatiche originatisi dal ganglio sfenopalatino (infraorbitale, nasopalatino, palatini maggiore e minore, rami nasali posteriori mediale e laterale del ganglio sfenopalatino, nervo alveolare superiore). Sono deputate all'innervazione delle ghiandole della cavità nasale con effetto eccitosecretorio.

## Anatomia microscopica
Il vestibolo del naso sino al limen nasi è rivestito da una mucosa costituita da epitelio pavimentoso pluristratificato cheratinizzato che è in continuità con la cute del naso esterno e della columella con una lamina propria di tessuto connettivo sottostante. Questa cute presenta dei peli spessi, dette vibrisse, che piegano verso la cavità nasale ed aumentano notevolmente a partire dalla mezza età e fungono da filtro grossolano per le particelle in entrata con l'aria inspirata, in particolare delle più voluminose. Posteriormente al limen nasi l'epitelio diventa pavimentoso non cheratinizzato, per poi trasformarsi gradualmente in epitelio pseudostratificato ciliato di tipo respiratorio, con cellule che diventano progressivamente cilindriche o cubiche e la presenza sempre più consistente di cellule caliciformi mucipare. L'epitelio respiratorio ricopre tutte le strutture della cavità nasale, fatta eccezione per il vestibolo e alcune porzioni della volta che sono ricoperte da epitelio olfattivo, conserva una lamina propria di tessuto connettivo ed è strettamente aderente al periostio sottostante. Non tutte le cellule dell'epitelio respiratorio sono ciliate, ed il rapporto tra cellule ciliate e non ciliate è variabile all'interno della cavità nasale. La lamina propria contiene numerose ghiandole sieromucose, responsabili della secrezione del film mucoso che ricopre costantemente la mucosa nasale, il quale funge da superficie intrappolante le piccole particelle non respinte dalle vibrisse (sempre inferiori a 2,5 mm) che vi rimangono appiccicate. Successivamente il muco viene trasportato dalle vibrisse verso la rinofaringe alla velocità di circa 6 mm al minuto, per poi essere deglutito nell'orofaringe grazie ai movimenti del palato molle; una piccola parte invece ristagna nel vestibolo malgrado il pavimento della cavità nasale si sollevi leggermente procedendo verso le narici. Il muco nasale è costituito per il 95% da acqua, per l'1% da ioni inorganici, per il 0,3-0,5% da fosfolipidi, per il 3% glicoproteine (mucine) e per lo 0,1-0,5% da proteine antimicrobiche come lattoferrina, lisozima, β-difensina, IgA, IgG. La lamina propria dell'epitelio respiratorio risulta più spessa e fortemente vascolarizzata a livello dei cornetti nasali dai rami laterali dell'arteria sfenopalatina e dalle arterie etmoidale anteriore e posteriore e drenata dalle vene e dai sinusoidi venosi che seguono in generale il decorso delle arterie; a livello dei meati è invece più sottile. La mucosa respiratoria si continua con la mucosa dell'orofaringe attraverso le coane, della congiuntiva attraverso il condotto nasolacrimale e con i seni paranasali attraverso i loro canali che sboccano nella cavità nasale. La mucosa olfattiva ricopre la porzione superiore del meato medio, il meato superiore, la parte superiore della lamina perpendicolare e la superficie inferiore della lamina cribrosa dell'etmoide. La mucosa olfattiva è costituita da un epitelio pseudostratificato contenente sei tipi di cellule in superficie e profondamente da una lamina propria connettivale. I sei tipi cellulari della mucosa olfattiva sono:
- Le cellule con microvilli sono cellule dalla forma variabile (descritta come "a goccia" o "a fiasco") e relativamente poco numerose se rapportate ai neuroni olfattivi. La loro membrana plasmatica apicale si estroflette in numerosi microvilli che sporgono nella cavità nasale ricoperte da un sottile film. La loro funzione è incerta.
- Le cellule di sostegno sono cellule dalla forma cilindrica che si interpongono tra i neuroni olfattivi ed in parte li ricoprono. La loro membrana plasmatica apicale presenta numerosi e lunghi microvilli. Il nucleo è voluminoso e si trova nella porzione apicale della cellula mentre la porzione basale accoglie dei residui lamellari di origine lisosomiale che contribuiscono a fornire all'epitelio olfattivo un colore brunastro-giallognolo. Come per molti altri residui di degradazione cellulare, sono più numerosi in età avanzata. Le cellule di sostegno sono unite tra loro prevalentemente tra desmosomi, ma si uniscono con i neuroni olfattivi tramite giunzioni serrate.
- Le cellule basali orizzontali sono cellule appiattite e aderenti alla lamina basale dell'epitelio olfattivo. I nuclei sono fortemente eterocromatici e nel citoplasma basofilo sono particolarmente ricche di filamenti intermedi di cheratina.
- Le cellule basali globose sono cellule tondeggianti, hanno nuclei eucromatici e citoplasma acidofilo. Sono collocate appena al di sopra della lamina basale. Sembrerebbero le cellule staminali rigeneranti i neuroni olfattivi dato che presentano un'intensa attività mitotica.
- Le cellule olfattive di rivestimento sono un tipo di cellule gliali originanti dal placode olfattivo, sebbene mostrino somiglianze sia con gli astrociti che con le cellule di Schwann, che originano invece dalla cresta neurale. Queste cellule forniscono una guaina agli assoni di ciascun neurone olfattivo per tutto il suo decorso fino al bulbo olfattivo.
- I neuroni olfattivi sono una classe di neuroni bipolari che si trovano esclusivamente nell'epitelio olfattivo e forse l'unico tipo di neuroni che possiede un continuo turnover. I pirenofori sono localizzati approssimativamente al centro dell'epitelio olfattivo, sopra quelli delle cellule basali globose e sotto quelli delle cellule di sostegno. Il neurone olfattivo possiede un solo dendrite privo di ramificazioni che si porta verso la porzione superficiale dell'epitelio ed un singolo assone che si porta dalla parte opposta verso la lamina propria. Questo assone è ricoperto dalle cellule olfattive di rivestimento, un tipo speciale di cellule gliali. I dendriti fuoriescono dall'epitelio olfattivo e si ramificano solo a questo punto in terminazioni a forma di vescicola dalle quali si dipartono decine di lunghe e sottili ciglia. Le ciglia olfattive paiono non essere mobili e quindi avere la funzione di incrementare la superficie a disposizione per la captazione delle molecole olfattive nel film sieroso. Ciascuna molecola olfattiva o ciascun gruppo di molecole è specifico per un solo tipo di neuroni olfattivi. Gli assoni dei neuroni olfattivi si uniscono progressivamente in fasciscoli composti da decine di assoni e questi fascicoli si associano nei filuzzi olfattivi che penetrano attraverso i fori della lamina cribrosa dell'etmoide per raggiungere il bulbo olfattivo soprastante.

La lamina propria dell'epitelio olfattivo contiene le ghiandole di Bowman, tubuloalveolari, che riversano il loro secreto in dotti che penetrano nell'epitelio olfattivo e sboccano sulla sua superficie. Il secreto, che forma un sottile film sulle terminazioni nervose, è composto da proteine antimicrobiche come lisozima, lattoferrina, proteoglicani e IgA. I proteoglicani grazie alla loro struttura fortemente ramificata svolgono l'importante funzione di intrappolare le molecole odorose che poi vengono trasportate per diffusione alle ciglia delle terminazioni dei neuroni olfattivi.

## Tipologia del naso
A seconda della forma del dorso e della punta del naso esterno, si è soliti distinguere quattro tipi di naso:
- Naso greco, in cui il dorso del naso si continua in modo diretto con la fronte, risultando mancante l'incisura naso-frontale. Tale modello, tipico nelle statue della Grecia antica, si osserva molto raramente nella realtà.
- Naso retto o augusteo, in cui il dorso del naso si presenta rettilineo e la punta del naso è rivolta anteriormente. Questa modello di naso è anche detto augusteo o di Augusto poiché osservabile nelle statue dell'imperatore romano Ottaviano Augusto e molte altre statue romane di epoca augustea.
- Naso rincagnato o socratico, in cui il dorso del naso è concavo e la punta del naso è rivolta in su. Questo modello è anche detto socratico o di Socrate poiché rinvenibile nelle statue di Socrate.
- Naso aquilino o dantesco, in cui il dorso del naso è convesso e la punta del naso è rivolta in giù, come il becco di un'aquila. Questo modello è anche detto dantesco o di Dante poiché rinvenibile nei dipinti e nelle statue che raffigurano Dante Alighieri.

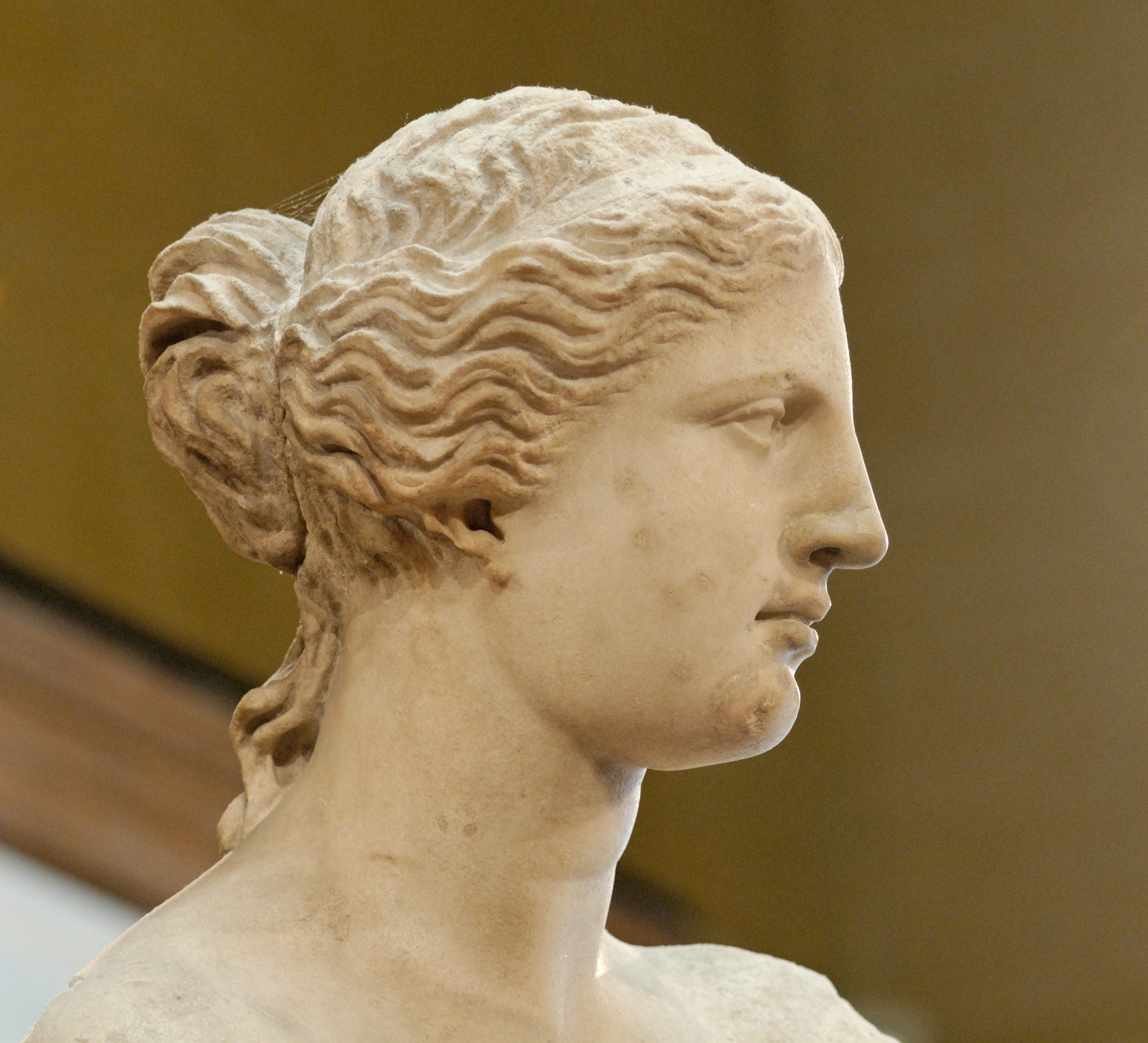
Naso greco della Venere di Milo.
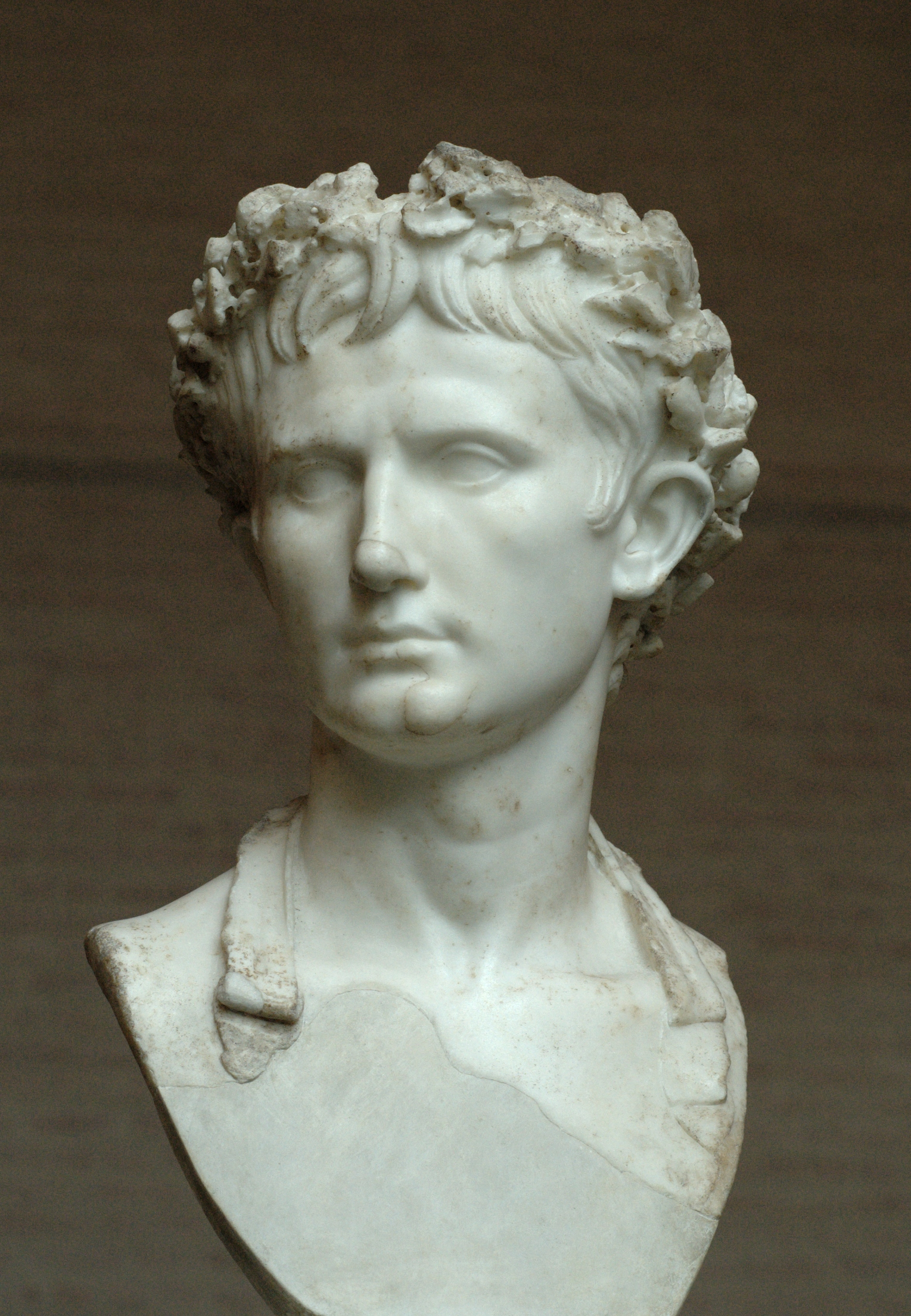
Naso retto in una statua dell'imperatore Ottaviano Augusto.
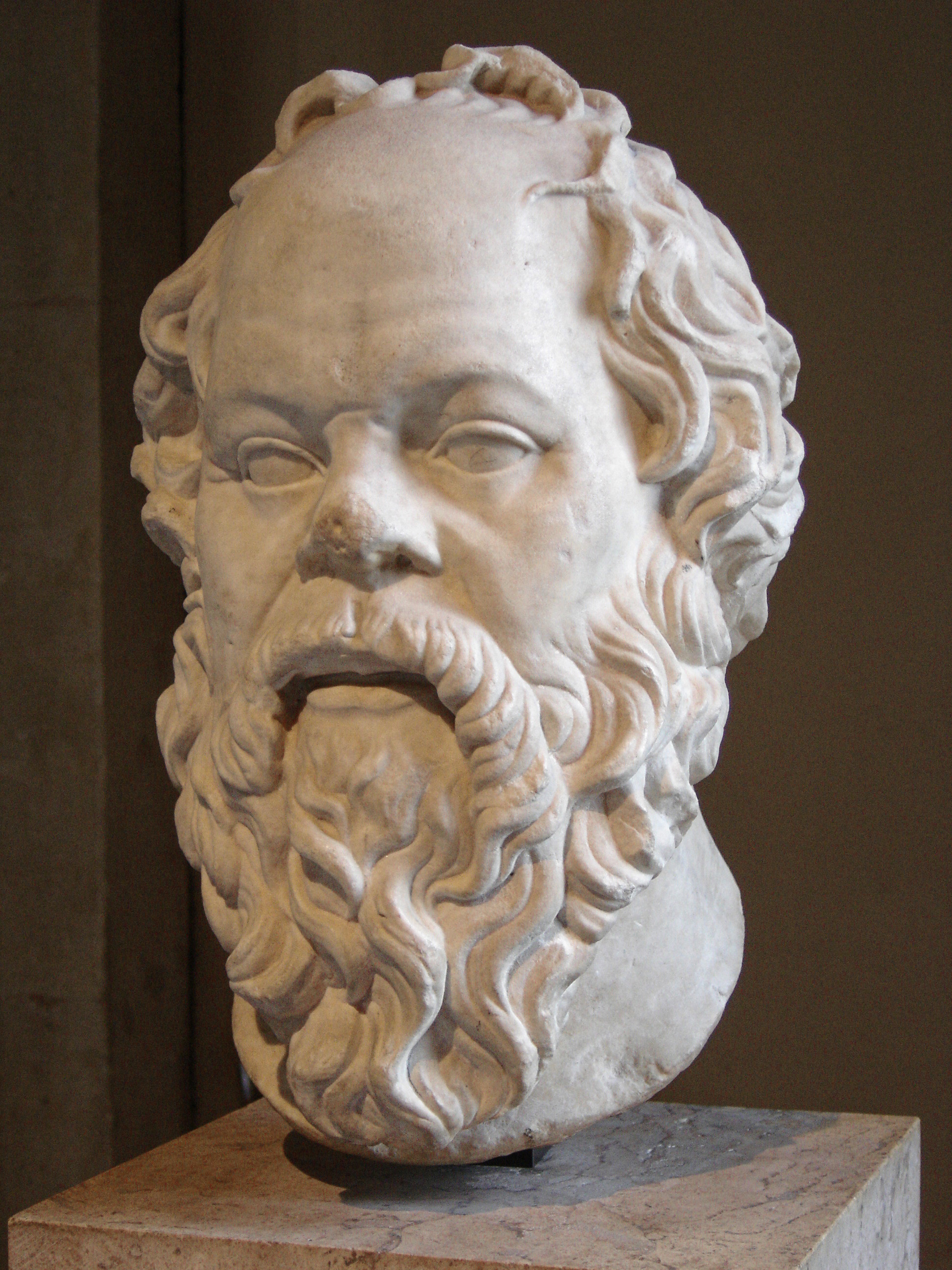
Naso rincagnato in una statua di Socrate.
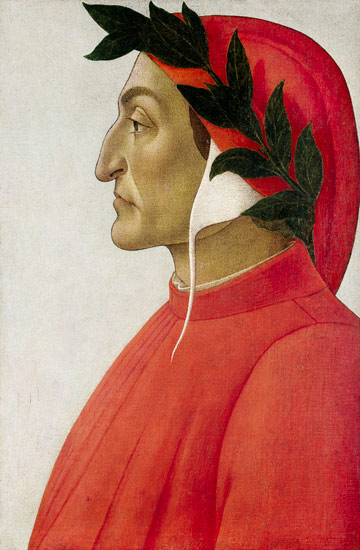
Naso aquilino in un ritratto di Dante Alighieri.

Il forte naso era tipico dei Borboni, fin dai tempi di Enrico IV.

## Fisiologia
Il naso è la sede del senso dell'olfatto.

## Patologie
- Rinite
- Raffreddore comune
- Rinofaringite
- Rinofima
- Rinolalìa
- Rinolaringite
- Rinòlito
- Rinopatìa
- Rinorragia
- Rinorrea
- Rinoscleroma
- Rinostenosi

## Chirurgia e diagnostica
- Rinofaringoscopìa
- Rinoigrometro
- Rinoplastica
- Rinoscopia

## Nella cultura di massa
Il naso è oggetto di narrazione opere letterarie molto note quali Pinocchio  di Carlo Collodi; Uno, nessuno e centomila di Luigi Pirandello; Il naso di Gogol'. Il monologo del naso è presente nel  Cyrano de Bergerac di Rostand.